# Liste von Vornamen/O
Diese Unterseite der Liste von Vornamen enthält Vornamen, die mit dem Buchstaben O beginnen.
Männliche Vornamen sind mit dem Symbol ♂ und weibliche Vornamen mit dem Symbol ♀ markiert.

## Oa–Oc
Oana ♀, 
Oanez ♀,
Obadja ♂,
Obdulio ♂, 
Obed ♂,
Oberto ♂,
Obrad ♂,
Ocke ♂,
Octavio ♂,
Octávio ♂,

## Od
Oda ♀,
Odd ♂,
Oddur ♂,
Odette ♀,
Odile ♀,
Odilia ♀,
Odilie ♀,
Odilon ♂, 
Odin ♂,
Odo ♂,
Odoardo ♂,
Ödön ♂,Odysseus

## Oe/Œ–Oi
Œcumenius ♂,
Oelfke ♂,
Œric ♂,
Ofelia ♀,
Ofka ♀,
Ögmundur ♂,
Ognjen ♂,
Ognjena ♀,
Oğulcan ♂,
Ogün ♂,
Oğuz ♂,
Oğuzhan ♂,
Oibalos ♂,

## Ok
Okan ♂,
Okatan ♂,
Okay ♂,
Oksana ♀,
Oktavian ♂,
Oktay ♂,
Öktem ♂,
Okur ♂,
Okyar ♂,
Okyay ♂,

## Ol
Ola ♂♀,
Olaf ♂,
Ólafur ♂,
Olav ♂,
Olavi ♂,
Olcay ♂♀,
Oldwig ♂,
Ole ♂,
Oleg ♂,
Oļegs ♂,
Oleh ♂,
Oleksij ♂,
Olev ♂,
Olfa ♀,
Olga ♀,
Olis ♂,
Oliver ♂,
Olivera ♀,
Olivia ♀,
Olivier ♂,
Olle ♂,
Ölmez ♂♀,
Olof ♂,
Ólöf ♀,
Oluf ♂,
Olympe ♀,
Olympia ♀,
Olympias ♀,

## Om–Op
Om  ♂,
Omari ♂,
Ömer ♂,
Omero ♂,
Omri ♂, 
Ömür ♂♀,
Ona ♀, 
Önal ♂♀,
Onar ♂,
Onay ♂♀,
Önder ♂,
Öner ♂♀,
Onni ♂,
Onno ♂,
Onuphrius ♂,
Onur ♂♀,
Onurcan ♂, 
Oona ♀,
Ophelia ♀,

## Or
Oran ♂,
Oranna ♀,
Oren ♂,
Oreste ♂,
Orhan ♂,
Orhun ♂,
Oriana ♀,
Orinta ♀, 
Oriol ♂,
Örjan ♂,
Orje ♂,
Orkun ♂,
Orlando ♂,
Örn ♂,
Orna ♀,
Örnek ♂♀,
Orrin ♂,
Orsi ♀,
Orsolya ♀,
Örtel ♂, 
Ortleb ♂,
Ortrud ♀,
Ortrun ♀,
Ortwin ♂,

## Os
Oscar ♂,
Óscar ♂,
Oskar ♂,
Oskaras ♂, 
Oslac ♂,
Osman ♂,
Osmar ♂,
Ossip ♂,
Össur ♂,
Øssur ♂,
Östen ♂,
Ostoja ♂,
Osvaldas ♂, 
Osvaldo ♂,
Oswald ♂,
Oswaldo ♂,
Oswin ♂,

## Ot
Otbert ♂,
Otfried ♂,
Othar ♂,
Otilia ♀,
Otis ♂,
Otmar ♂,
Otso ♂,
Otta ♂♀,
Ottavio ♂,
Ottfried ♂,
Ottilia ♀,
Ottilie ♀,
Otto ♂,
Ottokar ♂,
Ottorino ♂,
Ötüken ♂,
Ottilié ♂,
Otwin ♂,

## Ou–Oy
Ouattara ♂,
Oumou ♀,
Ousman ♂,
Ousmane ♂,
Oussama ♂,
Ove ♂,
Ovidiu ♂, 
Ovidijus ♂, 
Owen ♂,
Oya ♀,
Öykü ♀, 
Öymen ♂,
Øystein ♂,
Öyvind ♂,
Øyvind ♂,

## Oz
Öz ♀,
Özal ♂♀,
Ozan ♂,
Özay ♂♀,
Özbaydar ♂,
Özbek ♂♀,
Özberk ♂,
Özbey ♂,
Özbir ♂,
Özcan ♂,
Özçelik ♂,
Özdal ♂♀,
Özdemir ♂,
Özden ♂♀,
Özdil ♂,
Özdilek ♂♀,
Özdoğan ♂,
Özek ♂,
Özel ♂♀,
Özen ♂♀,
Özer ♂,
Özge ♂♀,
Özgen ♂♀,
Özgül ♀,
Özgür ♂♀,
Özhan ♂,
Özkan ♂,
Özkaya ♂,
Özkök ♂,
Özlem ♀,
Özlü ♂♀,
Özmen ♂♀,
Özmert ♂,
Özoğuz ♂,
Ozren ♂,
Özsoy ♂,
Öztekin ♂,
Öztürk ♂,